# ایر دیکان
ایر دیکان (انگلیسی: Air Deccan) شرکت هواپیمایی هندی است، که در سال ۲۰۰۹ تأسیس شد.